# Granat Breda Mod. 35
Breda M1935 – włoski granat odłamkowy, produkowany przez przedsiębiorstwo Breda, używany przez armię włoską podczas II wojny światowej. Skorupa granatu wykonana była z aluminium, wewnątrz której umieszczono 60 gramów trotylu. Granat wyposażony był w zapalnik uderzeniowy.
Ze względu na dużą zawodność zastosowanego zapalnika oraz fakt, że korpus granatu zwykle malowany był na kolor czerwony, granaty Breda M1935, podobnie jak stosowane równolegle z nimi OTO M1935 oraz SRCM M1935, zyskały wśród żołnierzy alianckich miano „czerwonych diabłów”.